# Leptosia marginea
Leptosia marginea is een vlindersoort uit de familie van de Pieridae (witjes), onderfamilie Pierinae.
Leptosia marginea werd in 1890 beschreven door Mabille.